# Lee Dorman
Lee Dorman (Saint Louis, 15 settembre 1942 – Contea di Orange, 21 dicembre 2012) è stato un bassista statunitense.

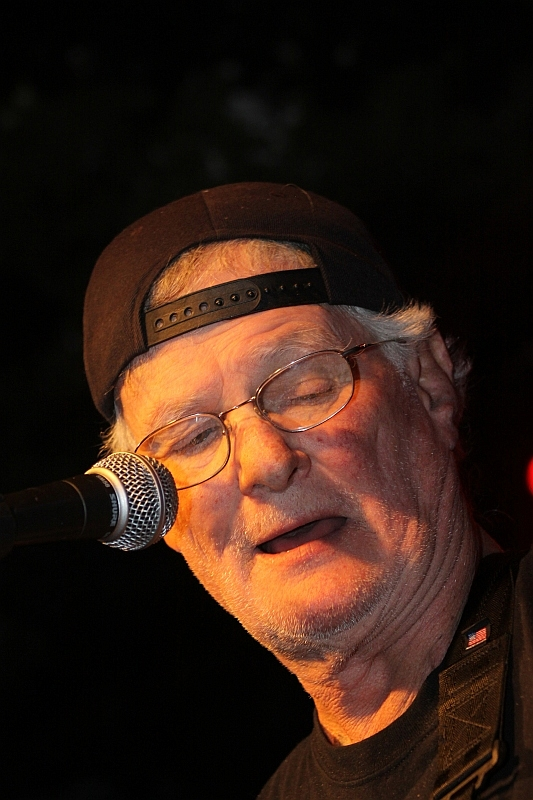
Lee Dorman (Prague)

È famoso per essere stato il bassista degli Iron Butterfly, gruppo nel quale entrò a far parte nel 1968. Dopo lo scioglimento della band entrò nei Captain Beyond, per poi tornare definitivamente negli Iron Butterfly nel 1998.

## Discografia

### Con gli Iron Butterfly

#### Album in studio
- 1968 - In-A-Gadda-Da-Vida
- 1969 - Ball
- 1970 - Metamorphosis

#### Live
- 1969 - Live

#### Raccolte
- 1971 - Evolution: The Best of Iron Butterfly
- 1973 - Star Collection
- 1988 - Rare Flight
- 1993 - Light & Heavy: The Best of Iron Butterfly
- 1995 - In-A-Gadda-Da-Vida Deluxe Edition

### Con i Captain Beyond
- 1972 - Captain Beyond
- 1973 - Sufficiently Breathless
- 1977 - Dawn Explosion
- 2002 - Far Beyond a Distant Sun - Live Arlington, Texas